# Macintosh Portable

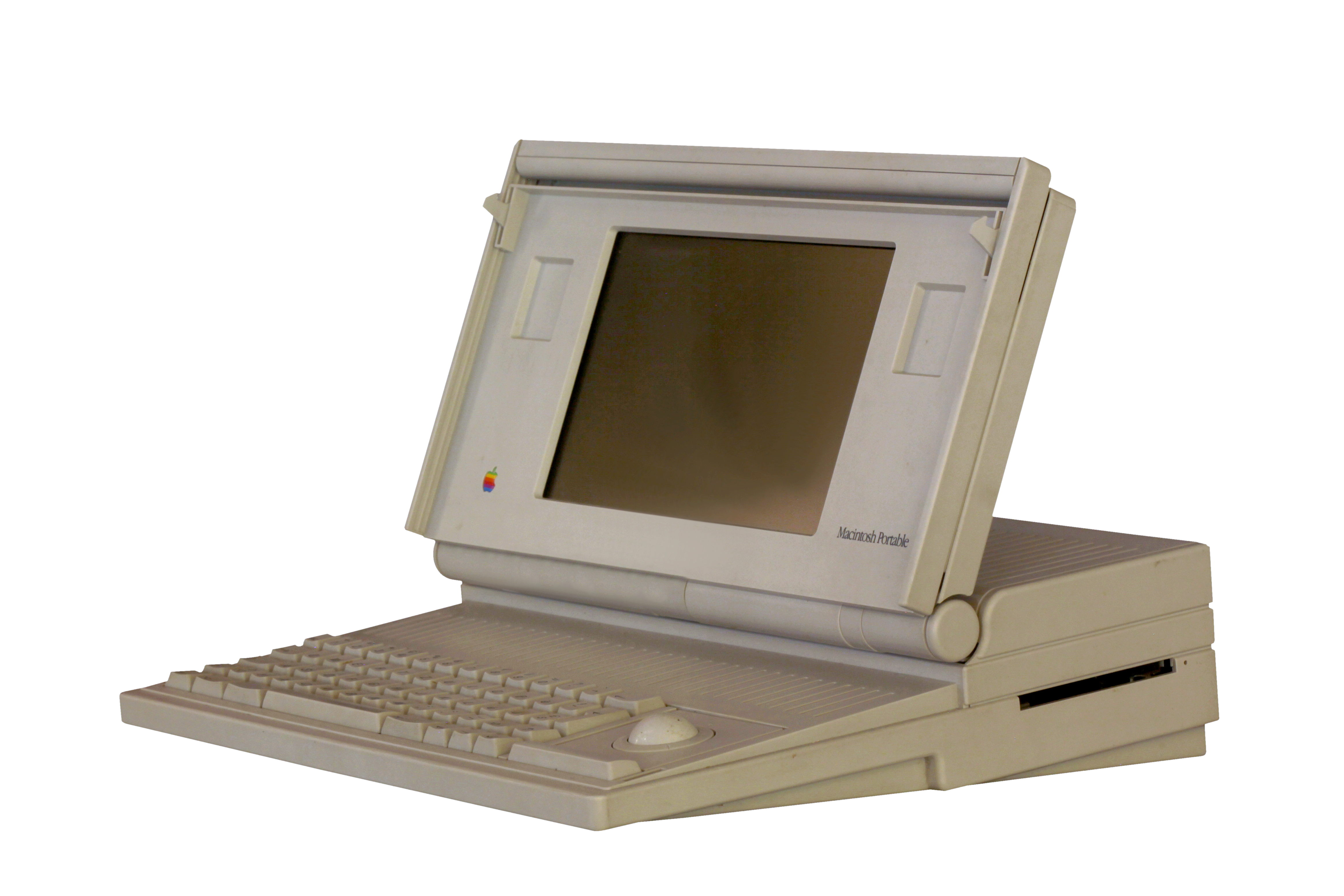
Macintosh Portable

Der Macintosh Portable ist der erste tragbare Computer von Apple Computer, er wurde 1989 bis 1991 verkauft.

## Geschichte
Der Mac Portable war im Jahre 1989 Apples erster tragbarer Macintosh. Er besitzt einen Schacht für ein 3,5″-Laufwerk (mit halber Höhe) und optionaler Festplatte (mit proprietärem SCSI-Anschluss, bis maximal 40 MB), und man kann bis zu zwei SuperDrives (Diskettenlaufwerke für das Macintosh-Format mit 1,4 MB Speicherkapazität) anschließen. Auf den internen Steckplätzen kann Speicher sowie ein Modem nachgerüstet werden. Als Besonderheit kann der eingebaute Trackball gegen ein numerisches Tastenfeld getauscht werden, auch kann der Trackball wahlweise links oder rechts im Gehäuse installiert werden. Als größter Pluspunkt galten zu jenem Zeitpunkt die Bleiakkumulatoren (ohne Memory-Effekt), mit denen der Portable eine Laufzeit von bis zu zehn Stunden erreichte. Das Display kam zunächst ohne eigene Beleuchtung aus, erst in einer späteren Revision wurde das Gerät um eine Hintergrundbeleuchtung ergänzt. Obwohl es kein großer wirtschaftlicher Erfolg war, blieb das Gerät doch bis Oktober 1991 im Markt, als es durch die ersten PowerBooks ersetzt wurde. Der Verkaufspreis lag bei 6.500 US-Dollar.

## Technische Daten
- Prozessor: Motorola 68000 mit 16 MHz
- Arbeitsspeicher: 1 MB SRAM (max. 8 MB)
- Festplatte: 40 MB
- Mac-OS-Version: 6.0.4 (bis 7.5.5 möglich)
- 9,8″ Aktiv-Matrix-Display mit 640 × 400 Pixel (schwarz-weiß)
- Anschlüsse: 1 × ADB, 2 × seriell (RS-422), SCSI
- Gewicht: 7,2 kg

## Kritik
Wie auch bei Portable-Modellen anderer Hersteller, schränkte das hohe Gewicht von 7,2 kg die Tragbarkeit deutlich ein, wodurch es kaum Vorteile zu anderen Macintosh-Modellen gab, zumal die alten Würfel-Macs (Macintosh Plus, Macintosh SE, Macintosh Classic) durchaus leicht zu transportieren waren. Gleichzeitig war der hohe Preis sehr abschreckend, der vergleichbar schnelle und kaum schwerere, zur gleichen Zeit gebaute Mac Classic, kostete nur ein Drittel.